# 蕭偉智
蕭偉智，新北市立文山國民中學數理資優班導師，畢業於國立臺灣師範大學，曾獲選為教育部全國優良特殊教育人員、國立臺灣師範大學教育學院百大亮點校友與2023年新北市Super教師。現於文山國中擔任輔導主任。